# Indígenas de Hong Kong
Indígenas de Hong Kong (chinês tradicional: 本土民主前線, chinês simplificado: 本土民主前线) é um grupo político radical, localista e nativista fundado em 2015. É conhecido por suas posições localistas e pela tendência de protestos com militantes. Já foi altamente envolvido em manifestações e em confrontos violentos com a polícia. Ray Wong Toi-yeung(zh) é o porta-voz e figura principal do grupo.